# Pulau Sambu
Pulau Sambu är en ö i Indonesien.   Den ligger i provinsen Kepulauan Riau, i den västra delen av landet, 900 km norr om huvudstaden Jakarta. Arean är 0,75 kvadratkilometer.
Terrängen på Pulau Sambu är platt. Öns högsta punkt är 47 meter över havet. Den sträcker sig 1,3 kilometer i nord-sydlig riktning, och 1,1 kilometer i öst-västlig riktning.